# Epanthidium chapadense
Epanthidium chapadense är en biart som beskrevs av Urban 2006. Epanthidium chapadense ingår i släktet Epanthidium och familjen buksamlarbin. Inga underarter finns listade i Catalogue of Life.